# Ramusella remyi
Ramusella remyi är en kvalsterart som först beskrevs av Karppinen 1966.  Ramusella remyi ingår i släktet Ramusella och familjen Oppiidae. Inga underarter finns listade i Catalogue of Life.